# 渡辺岳夫 (実業家)
渡辺 岳夫（わたなべ たけお、1958年7月14日 - ）は、日本の経営者。タカラスタンダード社長を務めている。

## 経歴
東京都出身。1982年に慶應義塾大学経済学部を卒業し、同年に日本鋼管に入社。1994年にタカラスタンダードに転じ、1997年6月に取締役、2001年6月に専務を経て、2003年6月に社長に就任。